# Dag
Dag je mužské rodné jméno severského původu, pochází ze slova dagr, což znamená „den“. Případně se používá jako zkratka jmen začínajících na Dago-. Podle českého kalendáře má svátek 20. prosince.[zdroj?] Ve Švédsku slaví Den Daga, 16. září.

## Dag v jiných jazycích
- Německy, seversky: Dag
- Španělsky, italsky: Dagoberto
- Anglicky, polsky: Dagobert
- Norsky: Dag

## Známí nositelé jména
- Dagda – keltský bůh, ochránce národa. Svátek slaví na Dušičky[2]
- Dag Terje Andersen – norský politik
- Dag Arnesen – norský jazzový muzikant
- Dag Berggrav – norský občanský služebník
- Dag Bjørndalen – bývalý norský biatlonista
- Dag Fornæss – norský rychlobruslař
- Dag Gundersen – norský lingvista a slovníkář
- Dag Hammarskjöld – švédský diplomat a druhý generální tajemník OSN
- Dag Hartelius – švédský diplomat
- Dag Hrubý – pedagog, autor učebnic matematiky
- Dag Otto Lauritzen – norský cyklista
- Dag Erik Pedersen – norský cyklista
- Dag Pravitz – švédský filozof a logik
- Dag Ringsson – Nor, člen armády Olava Haraldssona v boji o Stiklest
- Dag Schjelderup–Ebbe – norský muzikolog, skladatel, hudební kritik a životopisec
- Dag Solstaf – norský autor
- Kojot Dag – hlavní záporná postava filmu Mezi námi zvířaty